# Weissia apocaulos
Weissia apocaulos là một loài Rêu trong họ Pottiaceae. Loài này được (R. Hedw. ex Lam. & DC.) Poir. miêu tả khoa học đầu tiên năm 1808.